# قشرة خشبية

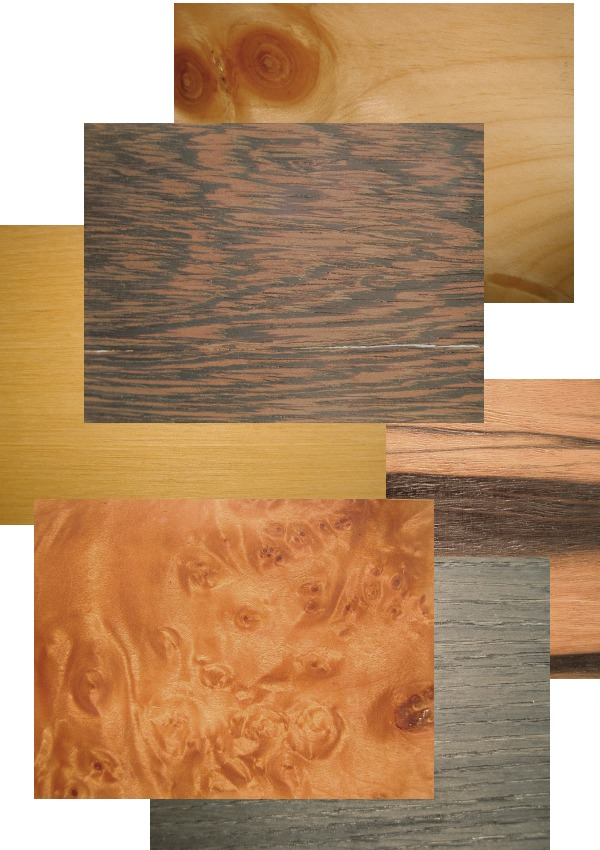
أنواع مختلفة من القشرة الخشبية

القشرة الخشبية شرائح رفيعة من الخشب ذات سماكات متسقة، تُقطع عن طريق التقشير أو التشريح أو نشر جذوع الأشجار. وهي تستعمل أساسًا في تصنيع ألواح خشب الأبلكاش، وذلك بتغرية - لصقها بالغراء - هذه الشرائح بعضها مع بعض. وترتب هذه الشرائح عادةً بحيث يكون اتجاه الألياف في إحدى الشرائح متعامدًا على اتجاه الألياف في الشريحة التي تليها. ويؤدي مثل هذا الترتيب إلى زيادة قوة ألواح خشب الأبلكاش. وتستعمل الشرائح مفردة لصناعة بعض مواد تعبئة الفاكهة مثل سلال الفاكهة والأقفاص.
تقطع معظم القشرة الخشبية من أخشاب تنوب دوجلاس، وتشمل كذلك أنواعًا كثيرة أخرى من الخشب. وهناك طرق عدة للحصول على القشرة الخشبية، ولكن أكثر هذه الطرق استعمالًا هي طريقة القطع الدوراني. وفي هذه الطريقة يوضع الجذع في مخرطة ثم يدار تجاه سكين ممتدة على طوله. وتُطوى القشرة الخشبية في شرائط طويلة يشبه منظرها لحد بعيد بسط لفافة ورق أو قماش ملفوف. يتراوح سمك القشرة الخشبية بين 0.25 و9.5 ملم وتقطع معظم القشرة الخشبية الدورانية بسماكات تتراوح ما بين 1.3 و 3.6 ملم.
‌